# متنزه غابة نجاما
حديقة غابات نجاما هي حديقة غابات تقع في غامبيا. وتبلغ مساحتها 22 هكتارًا.